# Synagoga w Babiaku
Synagoga w Babiaku – synagoga znajdująca się w Babiaku przy ulicy Tadeusza Kościuszki 17, nieopodal centrum wsi.
Synagoga została zbudowana pod koniec XIX wieku. Podczas II wojny światowej hitlerowcy zdewastowali synagogę. Po wojnie budynek synagogi przebudowano na dom mieszkalny. 